# Морган, Джон Хант
Джон Хант Морган (англ. John Hunt Morgan; 1 июня 1825 — 4 сентября 1864) — американский военный, генерал армии Конфедерации и кавалерийский офицер во время гражданской войны. Он стал известен в основном благодаря так называемому Рейду Моргана 1863 года, когда его отряд прошёл более 1000 миль через Теннесси, Кентукки, Индиану и Огайо. Это было самое дальнее проникновение на север солдат армии Юга.

## Биография
Джон Хант Морган родился в Хантсвилле, Алабама, и был старшим из десяти детей Кэльвина и Генриетты Морган. Он был дядей генетика Томаса Ханта Моргана и внуком Джона Уэсли Ханта, основателя Лексингтона и одного из первых миллионеров к западу от гор Эллени. Он так же был родственником Эмброуза Хилла и Бэзила Дюка, своего будущего заместителя.
Дед Моргана, Лютер Морган, переселился в Хантсвилль, но кризис в хлопковом деле вынудил его заложить свою собственность. Его отец, Кэльвин Морган, покинул дом в Хантсвилле в 1831 году, когда не смог платить налоги за имущество. Семья переехала в Лексингтон, где стала управлять фермой. Морган вырос на этой ферме и два года обучался в Трансильванском Колледже в Лексингтоне, после чего в 1844 году был исключен за дуэль. В 1846 году Морган вступил в общество масонов, как и его отец в своё время. Морган мечтал о военной карьере, но небольшие размеры американской армии ограничивали его возможности. В 1846 году Морган вместе с братом Кэльвином и дядей Александром записался рядовым в кавалерию во время мексиканской войны. Его избрали младшим лейтенантом и затем повысили до лейтенанта. Это случилось как раз перед его прибытием в Мехико, где он участвовал в сражении при Буэна-Виста. Когда война кончилась, он вернулся в Кентукки и занялся производством пеньки. В 1848 году он женился на Ребекке Грац Брюс, 18-летней сестре своего партнера по бизнесу.
Он продолжал интересоваться военной деятельностью и в 1852 году организовал артиллерийскую роту, которую палата представителей распустила двумя годами позже. В 1857 году, ввиду роста сепаратистских настроений, Морган собрал пехотную роту, известную как "Лексингтонские винтовки", и проводил все своё время, тренируя этих людей.
4 сентября 1864 года был застигнут врасплох Союзными войсками, попытался бежать, но был застрелен в спину кавалеристами. Это произошло в Гринвилле, штат Теннесси. 
Морган похоронен на кладбище Лексингтона. Похороны прошли незадолго до рождения его второй дочери.